# Nowghāb
Nowghāb (persiska: Nūghāb, نوغاب, Nowghāb-e Afzalābād, Naughāb, Afzalābād) är en ort i Iran.   Den ligger i provinsen Khorasan, i den östra delen av landet, 800 km öster om huvudstaden Teheran. Nowghāb ligger 1 743 meter över havet och antalet invånare är 125.
Terrängen runt Nowghāb är kuperad åt sydost, men åt nordväst är den platt. Terrängen runt Nowghāb sluttar brant västerut.Runt Nowghāb är det glesbefolkat, med 12 invånare per kvadratkilometer. Närmaste större samhälle är Shūshūd, 13,3 km väster om Nowghāb. Trakten runt Nowghāb är ofruktbar med lite eller ingen växtlighet.